# Amt Westerlandföhr
Das Amt Westerlandföhr war eines von  zwei Ämtern auf der Insel Föhr, Kreis Südtondern in Schleswig-Holstein. Es bestand aus den acht nachfolgend genannten Gemeinden:
1. Borgsum
2. Dunsum
3. Goting
4. Oldsum-Klintum
5. Süderende
6. Toftum
7. Utersum
8. Witsum

Das Amt Westerlandföhr lag im Westen der Insel Föhr. Das zweite Amt auf der Insel war Osterlandföhr.

## Geschichte
1889 wurde im Kreis Tondern der Amtsbezirk Westerland-Föhr aus den vorgenannten Gemeinden und der Gemeinde Hedehusum gebildet.
1948 wurde der Amtsbezirk aufgelöst und die Gemeinden bildeten fortan das Amt Westerlandföhr. 1970 wurde Hedehusum nach Utersum eingemeindet.
Das Amt wurde im Zuge der Bildung des Kreises Nordfriesland 1970 aufgelöst und die Gemeinden bildeten zusammen mit den Gemeinden des Amtes Osterlandföhr das Amt Föhr-Land. Dabei wurde Goting nach Nieblum eingemeindet und Oldsum-Klintum und Toftum fusionierten zur Gemeinde Oldsum.